# Raymond A. Spruance
Raymond Ames Spruance, född 3 juli 1886 i Baltimore i Maryland, död 13 december 1969 i Pebble Beach i Monterey County i Kalifornien, var en amerikansk amiral under andra världskriget. Han bidrog i hög grad till segern i slaget vid Midway och var befälhavare vid erövrandet av flera öar i Stilla Havet. Efter avslutad militärtjänst var han ambassadör i Filippinerna. Hans höga intelligens och snabbtänkthet gjorde att han fick smeknamnet "electric brain".

## Tiden fram till andra världskriget
Spruance föddes i Baltimore, Maryland, tog examen vid U.S. Naval Academy 1906 och studerade elektroteknik några år senare. Hans marina karriär var omfattande. Bland annat var han från oktober 1929 till juni 1931 befälhavare över fem jagare och slagskeppet Mississippi. Spruance hade också anställningar som ingenjör, inom underrättelsetjänsten och inom olika staber bland annat vid sjökrigshögskolan (Naval War College) fram till 1940. Från februari 1940 var han befälhavare över tionde sjödistriktet (Commander of the Tenth Naval District) med högkvarter i San Juan, Puerto Rico och var från juli 1941 även befälhavare vid den karibiska sjögränsen (Commander Caribbian Sea Frontier). Spruance blev konteramiral i december 1939.

## Andra världskriget
Under de första månaderna av 1942 efter USA:s inträde i andra världskriget i Stilla Havet förde konteramiral Spruance under viceamiral William Halsey befäl över 5:e kryssardivisionen i eskader 16:s eskortstyrka. Spruance gjorde sig snabbt känd som en mycket god taktiker. Han ledde eskader 16 (Task Force 16) med två hangarfartyg under slaget vid Midway i början av juni 1942. Hans beslut under den bataljen var viktiga då de hejdade fienden och ändrade förloppet i kriget mot Japan. Den amerikanska flottan kunde efter detta med ökat självförtroende planera för och inom kort inleda egna offensiver. De japanska förlusterna i fartyg och flygplansbesättningar kunde aldrig kompenseras fullt ut. Dessutom tillämpade Spruance en sjökrigföring med flygunderstöd som fienden hade svårt att värja sig mot. Slaget vid Midway 4-7 juni 1942 var en av vändpunkterna i kriget i Stilla havet. Efter slaget blev Spruance Chester Nimitz stabschef (Chief of Staff to the Commander in Chief, US Pacific Fleet and Pacific Ocean Areas) och i september 1942 Nimitz ställföreträdare. Som stabschef spelade han en betydande roll vid planeringen av kommande operationer. Under fortsättningen av kriget alternerade han med William Halsey som chef för centrala Stillahavsflottans operativa enheter. I mitten av 1943 gavs han befälet över sjöstyrkan i centrala stillahavsområdet (Central Pacific Force) och när denna i april 1944 ombildades till 5:e flottan blev han dess befälhavare fram till november 1945. Från sitt flaggskepp USS Indianapolis ledde Spruance erövringen av Gilbertöarna, Marshallöarna och Marianerna och besegrade den japanska flottan i juni 1944 i slaget vid Filippinska sjön. Vid landstigningarna i februari 1945 vid Iojima och i april 1945 vid Okinawa var Spruance operativ chef för armé-, flott- och marinkårsstyrkor som omfattade över 500 000 man och cirka 1450 fartyg.   
Morrison ger kanske den bästa korta beskrivningen av Spruance: Förmåga att fatta beslut och att behålla lugnet i strid var kanske Spruances främsta egenskaper. Han avundades ingen, betraktade inte någon som konkurrent och var respekterad av alla som han kom i kontakt med. Han fullföljde sina uppdrag på ett tillbakadraget sätt och vann segrar för sitt land.
Spruance blev viceamiral i juni 1943 och utnämndes till amiral i februari 1944.

## Tiden efter andra världskriget
Amiral Spruance var högste befälhavare för Stillahavsflottan (Commander in Chief, US Pacific Fleet and Pacific Ocean Areas) från november 1945 till februari 1946. Sedan tjänstgjorde han som rektor vid sjökrigshögskolan (Naval War College) fram till sin pensionering från flottan i juli 1948.
Kort före sin pensionering 1 juli 1948 fick Spruance ett brev från marinministern där denne framhöll den betydelse Spruance haft för den amerikanska segern i Stilla havet under andra världskriget: Era enastående insatser under andra världskriget spelade en avgörande roll för vår seger i Stilla havet. Under det kritiska slaget vid Midway gjorde Er djärvhet och Ert skickliga ledarskap att fienden hejdades mitt i sin offensiv och grunden lades till den sjökrigföring med flygunderstöd som skulle leda till fiendens slutliga kapitulation ... . Spruance pensionerades med oavkortad lön som amiral. 
Från 1952 till 1955 var han ambassadör i Filippinerna. Amiral Spruance dog i Pebble Beach, Kalifornien, 1969.  
USS Spruance (DD-963) namngavs efter amiral Spruance.